# مشو (گیلگمش)
مشو نام دو کوه است، این دوکوه دروازه خورشید را می‌سازند و دو غول (یکی نر و یکی ماده) نگهبان آن هستند.
مشو نام این دوغول نیز هست، نیم تن این بیرون خاک و نیم دیگر به هیئت دو کژدم به جهان زیرین خاک راه دارد.